# Ceratopogon arcuatus
Ceratopogon arcuatus är en tvåvingeart som beskrevs av Remm 1993. Ceratopogon arcuatus ingår i släktet Ceratopogon och familjen svidknott. Inga underarter finns listade i Catalogue of Life.